# رود سوردیک
 رود سوردیک یک رود در حوضه آبریز دریاچه نمک در استان البرز ایران است که از البرز سرچشمه می‌گیرد. این رود در ارتفاع ۱۹۱۲ متری واقع شده است.